# Alfredo Prada Presa
Alfredo Prada Presa (León, 28 d'agost de 1959) és un polític espanyol del Partit Popular.

## Biografia
Llicenciat en Dret per la Universitat de Lleó, s'inicia en la política en la dècada de 1980. Després d'ingressar a les Noves Generacions d'Aliança Popular, accedeix a diferents càrrecs del partit a la seva província natal, fins a aconseguir el 1986 el lloc de president provincial. El 1993 és triat senador per la circumscripció de Lleó.
Manté el seu escó fins que al novembre de 2003 és nomenat vicepresident segon i conseller de Justícia i Interior de la Comunitat de Madrid. Aquest mateix any és pregoner del Carnestoltes de la Bañeza. Manté el càrrec fins a 2008.
Després de la seva sortida del Govern d'Esperanza Aguirre va saltar als mitjans de comunicació com una de les possibles víctimes del cas d'espionatge polític en la Comunitat Autònoma de Madrid.
En les eleccions generals de 2011, aconsegueix un escó al Congrés dels Diputats per Lleó.
El setembre de 2024 l'Audiència Nacional el va condemnar a 7 anys de presó per un delicte continuat de prevaricació en concurs medial amb malversació agreujada per 24 contractes per un total de 40 milions d’euros en la construcció del Campus de la Justícia entre el 2005 i el 2011.

## Càrrecs exercits
- Senador per la província de Lleó (1993-2003).
- Vicepresident primer del Senat (2000-2003).
- Vicepresident segon de la Comunitat de Madrid (2003-2008).
- Conseller de Justícia i Interior de la Comunitat de Madrid (2003-2008).
- Diputat per Lleó al Congrés dels Diputats (des de 2011).